# 前三头同盟
前三头同盟指公元前60年，由羅馬共和國三位軍政強人凱撒、克拉苏和庞培组成的政治联盟，相对于屋大维、马克·安东尼和雷必达组成的后三头同盟。
公元前73年，罗马爆发了斯巴达克斯起义。在镇压这次起义过程中，苏拉的两位部将克拉苏和庞培一度成了罗马的风云人物。但是他们因为和元老院的冲突而废除了苏拉留下的制度。公元前60年，克拉苏、庞培与凱撒结成秘密的政治同盟，一起反对元老院，史称“前三头”。为了巩固这一同盟，凱撒（前100年—前44年）把自己年仅14岁的女儿嫁给了50岁的庞培。在克拉苏和庞培的支持下，凱撒于前59年当选执政官。
公元前58年，凱撒赴任山南高卢总督，他利用山北高卢各部落间的不和和日耳曼人入侵高卢之机，经三年苦战，占领了大部分高卢的领土。凱撒的声望和势力都因此大增，引起了庞培的嫉妒和戒心。公元前53年，克拉苏在对安息的卡萊戰役中失败阵亡，“三头”剩下了“二头”。这时，庞培便与元老院相勾结反对凱撒。
公元前49年1月1日，元老院作出决议，凱撒在高卢总督任满后（公元前49年3月1日），必须解散军队，如果拒绝，他将被宣布为祖国之敌。这样，庞培与凱撒之间的关系完全破裂。1月10日，凱撒越过分割他管辖的高卢与意大利本土之间的卢比孔河，进军罗马，从而引发内战。庞培被元老院任命为指挥官前往应战，但仓促率元老院多數成員拋棄羅馬，逃往希腊。凱撒占领罗马，被任命为独裁官。但是凱撒放弃了这一临时性的职位，在公元前48年擔任了終生执政官。
不久，凱撒开往希腊与庞培展开决战，庞培在法萨卢斯战役中败北后又逃往埃及。而凱撒又追到了埃及。埃及国王为了讨好凱撒，便杀了庞培。按照前任国王的遗嘱，埃及法老托勒密十三世本应该与他的姐姐克麗奧佩脫拉七世共同执政，但是他独揽了大权。克麗奧佩脫拉的美貌和才华征服了凱撒，凱撒把她扶上了王位，这就是历史上有名的“埃及艳后”。公元前45年，凱撒在蒙達戰役中勝出後结束了长达4年的内战，带着埃及女王以及他们的儿子凱撒里昂回到了罗马，成为了罗马唯一的最高统治者。